# Arlindo dos Santos
Arlindo dos Santos Cruz (* 26. April 1940 in Ilhéus), auch bekannt unter dem Spitznamen Memín, ist ein ehemaliger brasilianischer Fußballspieler, der vorwiegend im Angriff agierte. Bei der Eröffnung des Aztekenstadions am 29. Mai 1966 in einem Freundschaftsspiel zwischen dem Club América und dem italienischen FC Turin erzielte Arlindo dos Santos den ersten Treffer im neu eröffneten Aztekenstadion. 

## Karriere
Im Alter von 13 Jahren schloss Arlindo sich der Nachwuchsabteilung des EC Vitória an. Vier Jahre später reiste er nach Rio de Janeiro, um einen Vertrag als Profispieler zu erhalten. Nachdem er bei verschiedenen Vereinen ein Probetraining absolviert hatte, wurde er vom Botafogo FR angestellt. 
Nach fünf Jahren bei Botafogo erhielt Arlindo ein Angebot des mexikanischen Vereins Club América, bei dem er zeitgleich mit seinem Landsmann Vavá angestellt wurde. In der Saison 1965/66 gewann er mit den Americanistas die mexikanische Fußballmeisterschaft und deren ersten Meistertitel seit Einführung des Profifußballs 1943.
Nach vier Jahren in Diensten des Club América spielte Arlindo noch für die mexikanischen Vereine CF Pachuca und Deportivo Toluca.

## Erfolge
Botafogo
- Torneio Rio-São Paulo: 1962, 1964

Club América
- Mexikanischer Meister: 1966